# Discografia de Michael Bublé
La discografia de Michael Bublé, cantant canadenc de pop, pop rock i de jazz, consisteix en cinc àlbums d'estudi, tres en directe, deu EP, dos àlbums en DVD, divuit senzills i tretze videos musicals. Els seus discos han estat distribuïts per Warner Bros. Records i les seves subsidiàries Represa Records i 143 Records.
Michael Bublé va debutar de forma independent en 1995 amb el EP First Dance. En 2001 i 2002 va llançar BaBalu i Dream respectivament, que no van comptar amb el respatller d'una companyia discogràfica. En 2003, va signar un contracte amb 143 Records i va llançar Michael Bublé, el primer àlbum d'estudi de part del segell. El 23 de maig del mateix any, va posar a la venda el seu primer material en directe titulat Come Fly with Me. A la fi d'aquest mateix any, va editar Totally Bublé i Let It Snow de format EP. El 8 de febrer de 2005, va llançar el seu segon àlbum d'estudi, It's Time. It´s Time va aconseguir sis discos de platí al Canadà, cinc a Austràlia i tres als Estats Units entre altres certificacions en altres països. El 15 de novembre de 2005, va llançar el seu segon àlbum en directe, Caught in the Act que va aconseguir vuit discos de platí al Canadà. Aquest mateix any es va editar una edició especial de l'àlbum Michael Bublé, sota el títol de Michael Bublé (XMAS Edition) i va aconseguir el disc de plata a Regne Unit. A l'any següent, va publicar el EP With Love que va aconseguir el disc d'or als Estats Units.
En 2007, va posar a la venda el seu tercer àlbum d'estudi amb el segell de 143 Records sota el títol de Call Em Irresponsible. En 2008, va editar el EP A Taste of Bublé. El 16 de juny de 2009, va posar a la venda el seu tercer material en directe, Michael Bublé Meets Madison Square Garden. El 9 d'octubre d'aquest mateix any, va llançar el seu quart àlbum d'estudi Crazy Love. Crazy Love va ser certificat amb nou discos de platí a Irlanda, vuit a Regne Unit, cinc a Austràlia, quatre en la Unió Europea i el Canadà, dues als Estats Units i amb or a Alemanya, Suïssa i Mèxic. En 2010, va editar els treballs Special Delivery i Hollywood: The Deluxe EP de formats EP. En 2011, va publicar el seu cinquè àlbum d'estudi sota el segell de 143 Records amb el títol de Christmas. El disc va ser de temàtica nadalenca i va incloure col·laboracions amb The Puppini Sisters, Shania Twain i Thalía.
L'àlbum va vendre més de set milions de còpies a nivell internacional. Aquest mateix any, va llançar el EP A Holiday Gift for You.
Michael Bublé ha venut més de trenta milions de discos a nivell mundial. Ha guanyat dos premis Grammy i ha col·locat tres àlbums en el número u consecutivament en la llista Billboard 200.

## Àlbums

### Àlbums d'estudi
| Título                                                                                 | Detalles de álbum | Posicionamiento en algunas listas musicales | Posicionamiento en algunas listas musicales | Posicionamiento en algunas listas musicales | Posicionamiento en algunas listas musicales | Posicionamiento en algunas listas musicales | Posicionamiento en algunas listas musicales | Posicionamiento en algunas listas musicales | Posicionamiento en algunas listas musicales | Posicionamiento en algunas listas musicales | Posicionamiento en algunas listas musicales | Posicionamiento en algunas listas musicales | Posicionamiento en algunas listas musicales | Certificaciones                                                                                             |
| Título                                                                                 | Detalles de álbum | · EUA ·                                     | · CAN ·                                     | · MEX ·                                     | · AUS ·                                     | · ESP ·                                     | · AUT ·                                     | · ALE ·                                     | · IR ·                                      | · HOL ·                                     | · SUE ·                                     | · SUI ·                                     | · RU ·                                      | Certificaciones                                                                                             |
| -------------------------------------------------------------------------------------- | --- | ------------------------------------------- | ------------------------------------------- | ------------------------------------------- | ------------------------------------------- | ------------------------------------------- | ------------------------------------------- | ------------------------------------------- | ------------------------------------------- | ------------------------------------------- | ------------------------------------------- | ------------------------------------------- | ------------------------------------------- | --- |
| Michael Bublé                                                                          | - Lanzamiento: 11 de febrer de 2003 - Discográfica: 143 Records / Reprise Records - Formatos: CD - Calificación de Allmusic:     | 55                                          | -                                           | 70                                          | 1                                           | 13                                          | -                                           | 49                                          | 8                                           | 32                                          | 28                                          | 53                                          | 6                                           | · 7 x Platino · 4 x Platino · 2 x Platino · Platino · Platino · Oro ·                                       |
| It's Time                                                                              | - Lanzamiento: 8 de febrer de 2005 - Discográfica: 143 / Reprise - Formatos: CD - Calificación d'Allmusic:                       | 7                                           | 1                                           | 83                                          | 2                                           | 1                                           | 3                                           | 2                                           | 5                                           | 2                                           | 4                                           | 7                                           | 4                                           | · 6 x Platino · 5 x Platino · 3 x Platino · 2 x Platino · 2 x Platino · Platino · Platino · Platino · Oro · |
| Call Me Irresponsible                                                                  | - Lanzamiento: 1 de maig de 2007 - Discográfica: 143 / Reprise - Formatos: CD y descarga digital (DD) - Calificación d'Allmusic: | 1                                           | 1                                           | 12                                          | 1                                           | 8                                           | 2                                           | 1                                           | 1                                           | 1                                           | 5                                           | 3                                           | 2                                           | · 4 x Platino · 5 x Platino · 3 x Platino · 2 x Platino · Platino · Platino · Platino · Oro · Oro · Oro ·   |
| Crazy Love                                                                             | - Lanzamiento: 9 d'octubre de 2009 - Discográfica: 143 / Reprise - Formatos: CD y DD - Calificación d'Allmusic:                  | 1                                           | 1                                           | 10                                          | 1                                           | 7                                           | 8                                           | 5                                           | 1                                           | 2                                           | 17                                          | 4                                           | 1                                           | · 9 x Platino · 5 x Platino · 4 x Platino · 4 x Platino · 8 x Platino · 2 x Platino · Oro · Oro · Oro ·     |
| Christmas                                                                              | - Lanzamiento: 25 d'octubre de 2011 - Discográfica: Reprise - Formatos: CD y DD - Calificación d'Allmusic:                       | 1                                           | 1                                           | 2                                           | 1                                           | 8                                           | 1                                           | 3                                           | 1                                           | 1                                           | 1                                           | 3                                           | 1                                           | · 7 x Platino · 5 x Platino · 3 x Platino · 2 x Platino · 2 x Platino · Platino · Oro · Oro                 |
| «—» indica que el álbum no alcanzó posición alguna o no fue lanzado en ese territorio. | |                                             |                                             |                                             |                                             |                                             |                                             |                                             |                                             |                                             |                                             |                                             |                                             | |

### Àlbums en directe
| Come Fly with Me                                                                                | - Llançament: 23 de maig de 2003 - Discogràfica: Warner Bros. - Formats: CD - Qualificació d'Allmusic:  | 55 | -  | 18 | -  | -  | 37 | 40 | -  | 52 | 3 x Platí Oro Or · |
| Caught in the Act                                                                               | - Llançament: 15 de novembre de 2005 - Discogràfica: Represa - Formats: CD - Qualificació d'Allmusic:   | 82 | -  | 15 | 30 | 31 | 19 | 26 | 51 | 25 | 8 x Platí Oro Or · |
| Michael Bublé Meets Madison Square Garden                                                       | - Llançament: 16 de juny de 2009 - Discogràfica: Represa - Formats: CD i DVD - Qualificació d'Allmusic: | 14 | 12 | 23 | 47 | 71 | 5  | 7  | 67 | 22 | -                  |
| «—» indica que l'àlbum no va aconseguir posició alguna o no va ser llançat en aquest territori. | |    |    |    |    |    |    |    |    |    |                    |

## EP
| First Dance                                                                                     | - Llançament: 1995 - Discogràfica: Disc sense segell - Formats: -                                         | -  | -       |
| Totally Bublé                                                                                   | - Llançament: 9 de setembre de 2003 - Discogràfica: DRG Records - Formats: CD - Qualificació d'Allmusic:  | -  | -       |
| Let It Snow                                                                                     | - Llançament: 3 de novembre de 2003 - Discogràfica: Warner Bros. - Formats: CD - Qualificació d'Allmusic: | 32 | -       |
| More                                                                                            | - Llançament: 2005 - Discogràfica: Represa - Formats: CD                                                  | -  | -       |
| Michael Bublé (XMAS Edition)                                                                    | - Llançament: 2005 - Discogràfica: Represa - Formats: CD                                                  | -  | Plata · |
| With Love                                                                                       | - Llançament: 2006 - Discogràfica: Hallmark Recordings - Formats: CD - Qualificació d'Allmusic:           | -  | Or ·    |
| A Taste of Bublé                                                                                | - Llançament: 2008 - Discogràfica: Michael Buble Music - Formats: CD                                      | 35 | -       |
| Special Delivery                                                                                | - Llançament: 2010 - Discogràfica: Warner Bros. - Formats: CD                                             | 26 | -       |
| Hollywood: The Deluxe EP                                                                        | - Llançament: 25 d'octubre de 2010 - Discogràfica: Represa - Formats: CD - Qualificació d'Allmusic:       | 10 | -       |
| A Holiday Gift for You                                                                          | - - Llançament: 2011 - Discogràfica: Represie - Formats: CD i DD                                          | -  | -       |
| «—» indica que l'àlbum no va aconseguir posició alguna o no va ser llançat en aquest territori. | |    |         |

## Àlbums en DVD
| Any  | DVD               | Detalls                                                                                         | Certificacions      |
| ---- | ----------------- | ----------------------------------------------------------------------------------------------- | ------------------- |
| 2004 | Come Fly with Me  | - Llançament: 30 de març de 2004 - Discogràfica: 134 / Warner Bros.                             | 3 x Platí ·         |
| 2005 | Caught in the act | - Llançament: 15 de novembre de 2005 - Discogràfica: Represa Records - Qualificació d'Allmusic: | 8 x Platí · 3 x Oro |

## Senzills
| «How Can You Mend a Broken Heart?»                                                                 | 2003 | -  | -  | -  | -  | -  | -                  | Michael Bublé               |
| «Kissing a Fool»                                                                                   | 2003 | -  | -  | -  | -  | -  | -                  | Michael Bublé               |
| «Sway»                                                                                             | 2003 | -  | -  | 15 | -  | -  | -                  | Michael Bublé               |
| «Spider-Man Theme»                                                                                 | 2004 | -  | 6  | 21 | -  | -  | -                  | Spider-Man 2 (banda sonora) |
| «Feeling Good»                                                                                     | 2005 | -  | -  | -  | 36 | 69 | -                  | It's Time                   |
| «Home»                                                                                             | 2005 | 72 | -  | 35 | 55 | 61 | Platí Platí        | It's Time                   |
| «Save the Last Dance for Me»                                                                       | 2006 | 99 | -  | -  | -  | -  | Or                 | It's Time                   |
| «Everything»                                                                                       | 2007 | 46 | 10 | 19 | 39 | 38 | Platí              | Call Em Irresponsible       |
| «Em and Mrs. Jones»                                                                                | 2007 | -  | -  | -  | -  | -  | -                  | Call Em Irresponsible       |
| «Lost»                                                                                             | 2007 | -  | 25 | -  | 44 | 19 | -                  | Call Em Irresponsible       |
| «It Had Better Be Tonight»                                                                         | 2007 | -  | 89 | -  | -  | 74 | -                  | Call Em Irresponsible       |
| «Comin' Home Baby» (amb Boyz II Men)                                                               | 2008 | -  | -  | -  | -  | -  | -                  | Call Em Irresponsible       |
| «Haven't Met You Yet»                                                                              | 2009 | 24 | 5  | 9  | 53 | 5  | 2 x Platí Platí Or | Crazy Love                  |
| «Hold On»                                                                                          | 2009 | -  | 87 | -  | -  | 72 | -                  | Crazy Love                  |
| «Cry M'a River»                                                                                    | 2010 | -  | -  | -  | -  | 67 | -                  | Crazy Love                  |
| «Crazy Love»                                                                                       | 2010 | -  | -  | -  | -  | -  | -                  | Crazy Love                  |
| «Hollywood»                                                                                        | 2010 | 55 | 17 | -  | -  | 11 | -                  | Crazy Love                  |
| «It's Beginning to Look a LotLike Christmas»                                                       | 2011 | 96 | 90 | -  | -  | -  | -                  | Christmas                   |
| «—» indica que el senzill no va aconseguir posició alguna o no va ser llançat en aquest territori. |      |    |    |    |    |    |                    |                             |

## Vídeos musicals
| Any  | Cançó                        | Director           |
| ---- | ---------------------------- | ------------------ |
| 2003 | «Sway»                       | Alan Chang         |
| 2004 | «Moondance»                  | Desconegut         |
| 2004 | «Spider-Man Theme»           | Danny Elfman       |
| 2005 | «Feeling Good»               | Noble Jones        |
| 2005 | «Home»                       | Alan Chang         |
| 2005 | «Save the Last Dance for Me» | Noble Jones        |
| 2007 | «Everything»                 | Sean Turrell       |
| 2007 | «Lost»                       | Andrew MacNaughtan |
| 2007 | «Em and Mrs. Jones»          | Desconegut         |
| 2009 | «Haven't Met You Yet»        | Rich Lee           |
| 2009 | «Hold On»                    | Desconegut         |
| 2009 | «Cry M'a River»              | Brett Sullivan     |
| 2010 | «Hollywood»                  | Rich Lee           |

## Àlbums independents
| Any  | Àlbum  | Notes                                          |
| ---- | ------ | ---------------------------------------------- |
| 2001 | BaBalu | Conté tretze temes. Molts d'ells són versions. |
| 2002 | Dream  | Conté tretze temes.                            |